# Robert Palk, 1. Baronet

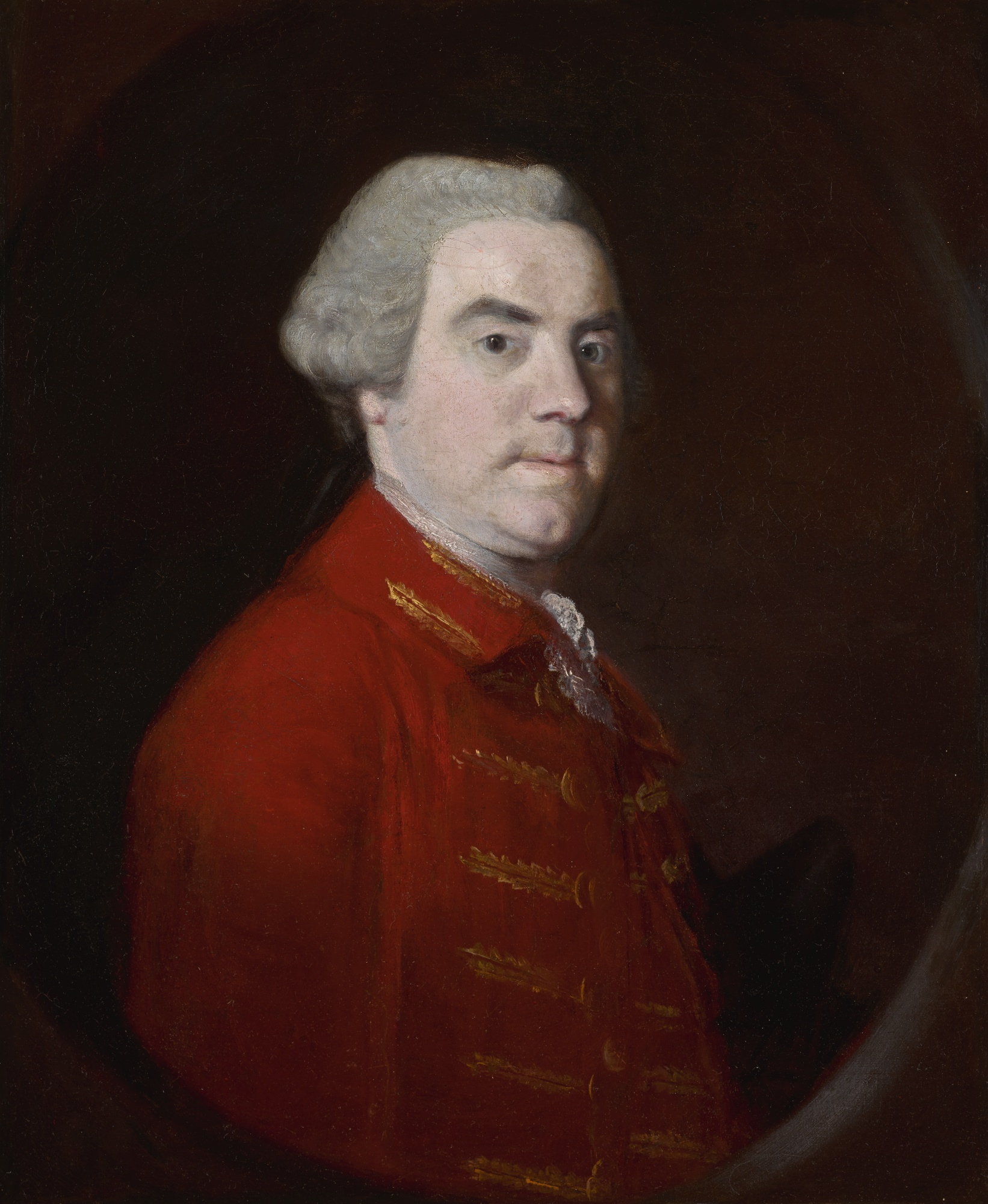
Sir Robert Palk, 1. Baronet

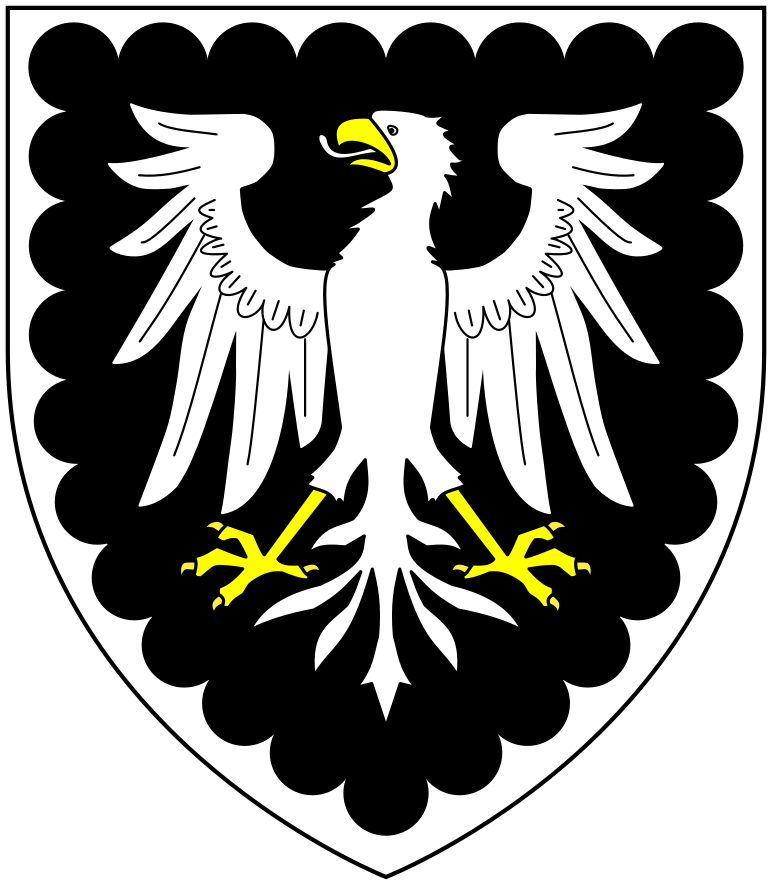
Wappen des Sir Robert Palk, 1. Baronet

Sir Robert Palk, 1. Baronet (* Dezember 1717 in Ambrooke, Ashburton, Devon; † 29. April 1798 in Haldon, Devon) war ein britischer Kleriker, Kolonialgouverneur von Madras in Indien und Politiker.
Nach Palk wurde die Palkstraße benannt, die Sri Lanka von Indien trennt.

## Leben
Er war der zweite Sohn des Yeoman Farmer Walter Palk (* 1686) aus dessen erster Ehe mit Frances Abraham. Er wurde am 16. Dezember 1717 im Old Mission House in Ashburton getauft. Er besuchte die Grammar School von Ashburton und begann 1736 ein Studium der Geschichte und Theologie am Wadham College der Universität Oxford ab. Nach Abschluss seines Studiums im Jahr 1739 wurde er in der Kathedrale von Exeter zum anglikanischen Diakon geweiht.
Er trat am 27. April 1746 in die Royal Navy ein und wurde Kaplan auf dem Flaggschiff des späteren Admirals Edward Boscawen, dem Linienschiff Namur. An Bord erlebte er im Mai 1747 die siegreiche Seeschlacht bei Kap Finisterre und erreichte im November 1747 die indische Koromandelküste, wo sein Flottenverband zunächst die französische Hauptsiedlung Pondichéry blockierte. Im Juli 1748 erreichte er Fort St. David, damals die Hauptsiedlung der britischen Präsidentschaft Madras, während Fort St. George in Madras französisch besetzt war (Erster Karnatischer Krieg). Nachdem Anfang 1749 der Kaplan der Britische Ostindien-Kompanie in Fort St. David, Francis Fordyce, entlassen worden war, weil er Robert Clive öffentlich beleidigt hatte, wurde Palk eingeladen, dessen Nachfolger zu werden, was er am 1. April 1749 tat. Wegen Streitigkeiten über seinen Dienstrang oberhalb den anderen örtlichen Kaplänen segelte Palk im Oktober 1750 mit der Flotte nach Bombay, wo er seinen Dienst niederlegte und sich erneut um die Anstellung bei der Ostindien-Kompanie bewarb. Im März 1751 kehrte Palk nach Fort St. David zurück und wurde dort wieder als Kaplan eingestellt.
Nachdem Fort St. George von den Franzosen 1749 an die Ostindien-Kompanie zurückgegeben worden, kehrte die Regierung der Präsidentschaft Madras im April 1752 nach Madras zurück, so auch Palk. Nach erneuten Rangeleien um die seine Rangposition gegenüber anderen Kaplänen, erhielt Rev. Robert Palk im August 1752 auch die weltlichen Dienstposten als Zahlmeister und Feldkommissar (Paymaster and Commissary in the Field) der Ostindien-Kompanie. Im April 1753 und Mai 1754, während des Kampfes um die Karnatik zwischen Chanda Sahib (begünstigt von den Franzosen) und Muhammad Ali Khan Wallajah (unterstützt von den Briten) (Zweiter Karnatischer Krieg), wurde Palk als Diplomat zum Raja von Thanjavur gesandt und erwirkte, dass dieser den britischen Kandidaten unterstützte. Ab Januar 1754 waren Palk und Henry Vansittart die beiden britischen Delegierten, die Friedensverhandlungen mit den Franzosen führten. Ende 1754 arrangierten er und Vansittart einen vorläufigen Friedensvertrag, der schließlich am 11. Januar 1755 unterzeichnet wurde.

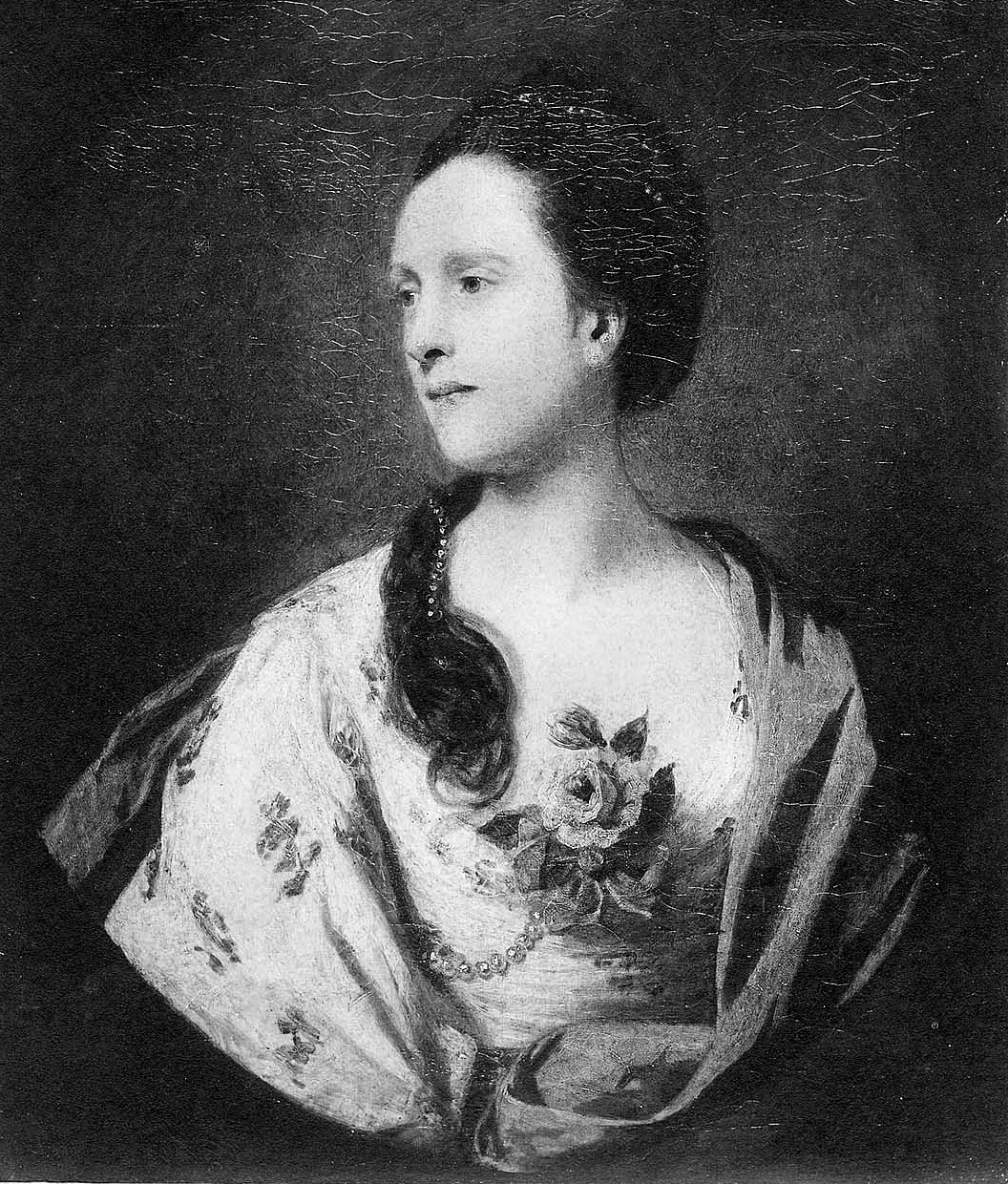
Seine Gattin Anne Vansittart, Lady Palk

Als Kaplan, Zahlmeister und Kommissar erwarb er sich über seine seelsorgerischen Aufgaben hinaus auch einigen politischen und wirtschaftlichen Einfluss. Seine anfängliche Unterstützung für Thomas Saunders, der 1750 bis 1755 Gouverneur der Präsidentschaft Madras war, wandelte sich in Gleichgültigkeit, als Palk sich ab 1752 mit Major Stringer Lawrence (1698–1775), dem Begründer und zeitweisen Oberbefehlshaber der Madras Army, anfreundete, dessen Beziehungen zu Saunders erbittert waren. Durch Investitionen in Lawrences geschäftliche Aktivitäten erwarb Palk im Laufe der Zeit ein erhebliches Vermögen und entwickelte zu ihm eine lebenslange Freundschaft. Palks Einfluss auf die Gemeinde war so groß, dass seine Meinung über Saunders und Lawrence die öffentliche Meinung gegen den ersteren und zugunsten des letzteren beeinflusste. Als die Direktoren der Ostindien-Kompanie ihn 1758 anwiesen, sich auf seine religiösen Pflichten zu beschränken und nach Fort St. David zu gehen, beschloss er, stattdessen nach Großbritannien zurückzukehren.
In England heiratete er am 7. Februar 1761 Anne Vansittart (1738–1788), die Schwester seines Weggefährten Henry Vansittart, der inzwischen Gouverneur von Fort William in Kalkutta in der Präsidentschaft Bengalen war. Palk verzichtete auf seine kirchlichen Würden, trat am 2. Oktober 1761 in die Zivilverwaltung der Ostindien-Kompanie ein und kehrte am 16. Oktober 1761 in Begleitung von Stringer Lawrence nach Madras zurück, wo er in den Rat aufgenommen wurde. Als der Gouverneur von Madras George Pigot am 14. November 1763 zurücktrat, wurde Palk dessen Nachfolger. 1765 erwirkte Lord Clive vom Mogulkaiser Shah Alam II. die Übertragung von fünf Bezirken, die als Northern Circars bekannt sind, an die Präsidentschaft Madras. 1766 wurde die Madras Army unter Colonel John Caillaud entstand, um sie in Besitz zu nehmen. Aber Nizam Asaf Jah II., Subahdar des Dekkan, dem die Gebiete zuvor gehört hatten, ärgerte sich über die Übertragung und drohte, mit einer großen Armee in die Karnatik einzumarschieren. Palk eine Eskalation vermeiden und wies Caillaud an, sich mit dem Nizam zu arrangieren. Am 12. November 1766 wurde in Hyderabad ein Vertrag unterzeichnet, in dem sich die Ostindien-Kompanie bereit erklärte, den Guntur Circar in den Händen des Bruders des Nizam, Basalat Jung, zu belassen und dem Nizam für das verbleibende Gebiet einen Tribut zu zahlen. Zudem regelte der Vertrag, dass die Ostindien-Kompanie versprach, dem Nizam militärische Unterstützung zu gewähren, „um die Angelegenheiten der Regierung seiner Hoheit in allem zu regeln, was richtig und angemessen ist“. Diese vage Formulierung verursachte später, nachdem Palk im Januar 1767 als Gouverneur abgelöst und nach Großbritannien abgereist war, die Verwickelung der Regierung von Madras den Ersten Mysore-Krieg, als der Nizam den Sultan von Mysore, Haidar Ali, angriff.
Bei seiner Rückkehr nach Großbritannien, 1767, wurde Palk sowohl vom König Georg III. als auch vom Direktorium der Ostindien-Kompanie gut aufgenommen und belobigt. Er hatte in Indien durch seine verschiedenen Gehälter, Geschenke von örtlichen Würdenträgern und Verträge mit der Armee sowie durch seine eigenen kommerziellen Aktivitäten ein großes Vermögen angehäuft. Im Jahr 1769 kaufte er das Anwesen Haldon House in der Nähe von Exeter und ließ dieses erheblich ausbauen. Sein alter Freund General Stringer Lawrence wohnte bei ihm und hinterließ bei seinem Tod, 1775, sein gesamtes Eigentum Palks Kindern. Im Gegenzug errichtete Palk auf seinem Anwesen auf dem Gipfel des Haldon Hill ein großes Denkmal zu Lawrences Andenken.
Palk wurde nie Direktor der Ostindien-Kompanie, aber seine Freundschaften mit dem Direktor Laurence Sulivan (1713–1786) und anderen hielten ihn in ständigem Kontakt mit indischen Angelegenheiten. Er interessierte sich sehr für politische Angelegenheiten und war von 1767 bis 1768 als Abgeordneter für Ashburton in Devon, von 1768 bis 1744 für Wareham in Dorset und von 1774 bis 1787 erneut für Ashburton Mitglied des britischen House of Commons. Im Parlament unterstützte im Allgemeinen die Regierung, vertrat jedoch in indischen Angelegenheiten eine unabhängige Haltung. Am 19. Juni 1782 wurde ihm in der Baronetage of Great Britain der erbliche Adelstitel Baronet, of Haldon House in the Parish of Haldon in the County of Devon, verliehen.
Palk starb am 29. April 1798 im Alter von achtzig Jahren in Haldon House und wurde auf dem nahegelegenen Kirchhof von Dunchideock beigesetzt. Sein Adelstitel fiel an seinen einzigen Sohn Lawrence.

## Nachkommen
Aus seiner Ehe mit Anne Vansittart hatte er vier Kinder:
- Anne Palk (um 1763–1791), ⚭ 1786 Sir Bourchier Wrey, 7. Baronet (1757–1826);
- Sir Lawrence Palk, 2. Baronet (um 1766–1813), MP,[4] ⚭ (1) 1789 Lady Mary Bligh († 1791), Tochter des John Bligh, 1. Earl of Darnley, ⚭ (2) 1792 Lady Dorothy Elizabeth Vaughan (um 1765–1849), Tochter des Wilmot Vaughan, 1. Earl of Lisburne;
- Catherine Palk († jung);
- Emelia Palk († jung).